# Reunificarea Chinei (1928)

Steagul Guvernului Beiyang numit și „Cinci Culori”.

Drapelul Republica Chineză

Reunificarea chineză (1928), mai bine cunoscută în Istoria Chinei sub numele de Înlocuirea steagului de nord-est (東北易幟), este un termen istoric care se referă la anunțul lui Zhang Xueliang din 29 decembrie 1928 privind înlocuirea tuturor steagurilor ale Guvernului Beiyang, steagul Manciuriei fiind înlocuit cu drapelul Guvernului naționalist, astfel încăt se unifica China într-un singur stat. 

## Originea
În aprilie 1928, Chiang Kai-shek a fost repus în funcție după demisia anterioră în care își asuma responsabilitatea pentru eșecul din Xuzhou din timpul primei Expediții Nordice din 1926-1927. El a continuat cu a doua Expediție Nordică și s-a apropiat de Peking la sfârșitul lunii mai 1928. Guvernul Beiyang din Peking a fost forțat să se dizolve, ca rezultat Zhang Zuolin a abandonat orașul și s-a întors în Manciuria, unde a fost asasinat în Huanggutun de către japonezii din Armata Kwantung. Manciuria a rămas sub controlul clanului Fengtian. Cu toate acestea în Manciuria încă se foloseau steagurile Guvernului Beiyang. Obiectivul final al expedițiilor nordice nu a fost pe deplin realizat.

## Istoria
Imediat după asasinarea conducătorului Manciuriei (Lord al Războiului) Zhang Zuolin de către japonezi, fiul său Zhang Xueliang s-a întors la Shenyang pentru a ocupa poziția tatălui său. La 1 iulie, Zhang Xueliang a anunțat un armistițiu cu Armata Națională Revoluționară Chineză și a proclamat că nu se va opune reunificării Chinei.
Japonezii au fost nemulțumiți de acest lucu și au cerut lui Zhang să proclame independența Manciuriei. Zhang Xueliang a refuzat cererea japoneză și a trecut la rezolvarea problemelor reunificării. La 3 iulie, Chiang Kai-shek a ajuns în Peking și s-a întâlnit cu reprezentantul clanului Fengtian pentru a discuta o soluționare pașnică a conflictului. Acest lucru s-a reflectat într-o ceartă între Statele Unite și Japonia pentru menținerea în sfera lor de influență a Chinei, deoarece Statele Unite l-au susținut pe Chiang Kai-shek și unificarea Chinei cu Manciuria. Cu presiuni din Statele Unite și Marea Britanie, Japonia a fost izolată diplomatic pe această temă. La 29 decembrie Zhang Xueliang a anunțat înlocuirea tuturor steagurilor în Manciuria și a acceptat jurisdicția guvernul naționalist. Două zile mai târziu, guvernul naționalist l-a desemnat pe Zhang drept comandant al Armatei de Nord-Est. China a fost în mod oficial reîntregită în acel moment. 
1. ↑  Republic of China historical annal: 1928 Arhivat în 11 mai 2008, la Wayback Machine. under July 1, section A.